# Campionati del mondo di atletica leggera 2015 - 200 metri piani femminili
La gara dei 200 metri piani femminili dei Campionati del mondo di atletica leggera 2015 si è svolta tra il 26 e il 28 agosto.

## Podio
| Pos.    | Atleta                  | Nazionalità | Misura |
| ------- | ----------------------- | ----------- | ------ |
| Oro     | Dafne Schippers         | Paesi Bassi | 21.63  |
| Argento | Elaine Thompson         | Giamaica    | 21.66  |
| Bronzo  | Veronica Campbell-Brown | Giamaica    | 21.97  |

## Situazione pre-gara

### Record
Prima di questa competizione, il record del mondo e il record dei campionati erano i seguenti.
| Record                | Prestazione | Atleta                               | Data                                  | Competizione  |
| --------------------- | ----------- | ------------------------------------ | ------------------------------------- | ------------- |
| Record mondiale       | 21"34       | Florence Griffith-Joyner Stati Uniti | 29 settembre 1988 Seul, Corea del Sud |               |
| Record dei campionati | 21"74       | Silke Gladisch Germania              | 3 settembre 1987 Roma, Italia         | Mondiali 1987 |

### Campionesse in carica
Le campionesse in carica, a livello mondiale e olimpico, erano:
| Campionessa | Atleta                           | Prestazione | Data                              | Competizione         |
| ----------- | -------------------------------- | ----------- | --------------------------------- | -------------------- |
| Olimpica    | Allyson Felix Stati Uniti        | 21"88       | 8 agosto 2012 Londra, Regno Unito | Giochi olimpici 2012 |
| Mondiale    | Shelly-Ann Fraser-Pryce Giamaica | 22"17       | 16 agosto 2013 Mosca, Russia      | Mondiali 2013        |

### La stagione
Prima di questa gara, le atlete con le migliori tre prestazioni dell'anno erano:
| Pos. | Atleta                      | Prestazione | Data                          |
| ---- | --------------------------- | ----------- | ----------------------------- |
| 1    | Allyson Felix Stati Uniti   | 21"98       | 15 maggio 2015 Doha, Qatar    |
| 2    | Candyce Mcgrone Stati Uniti | 22"08       | 17 luglio 2015 Monaco, Monaco |
| 3    | Dafne Schippers Paesi Bassi | 22"09       | 17 luglio 2015 Monaco, Monaco |

## Risultati

### Qualificazioni
I migliori 3 di ogni batteria (Q) e i successivi tre più veloci (q) avanzano alle semifinali.
| Pos. | Batteria | Nome                    | Nazionalità               | Tempo | Note                                     |
| ---- | -------- | ----------------------- | ------------------------- | ----- | ---------------------------------------- |
| 1    | 7        | Dina Asher-Smith        | Regno Unito               | 22.22 | Q,                                       |
| 2    | 1        | Candyce Mcgrone         | Stati Uniti               | 22.45 | Q                                        |
| 3    | 7        | Sherone Simpson         | Giamaica                  | 22.52 | Q,                                       |
| 4    | 7        | Ivet Lalova             | Bulgaria                  | 22.54 | Q,                                       |
| 5    | 6        | Dafne Schippers         | Paesi Bassi               | 22.58 | Q                                        |
| 6    | 2        | Marie-Josée Ta Lou      | Costa d'Avorio            | 22.73 | Q,                                       |
| 7    | 4        | Elaine Thompson         | Giamaica                  | 22.78 | Q                                        |
| 8    | 3        | Jeneba Tarmoh           | Stati Uniti               | 22.79 | Q                                        |
| 8    | 5        | Veronica Campbell-Brown | Giamaica                  | 22.79 | Q                                        |
| 10   | 4        | Bianca Williams         | Regno Unito               | 22.85 | Q,                                       |
| 11   | 5        | Semoy Hackett           | Trinidad e Tobago         | 22.89 | Q                                        |
| 12   | 4        | Khamica Bingham         | Canada                    | 22.90 | Q                                        |
| 13   | 1        | Mujinga Kambundji       | Svizzera                  | 22.92 | Q                                        |
| 13   | 1        | Viktoriya Zyabkina      | Kazakistan                | 22.92 | Q                                        |
| 15   | 2        | Jenna Prandini          | Stati Uniti               | 22.95 | Q                                        |
| 15   | 7        | Anna Kiełbasińska       | Polonia                   | 22.95 | q                                        |
| 17   | 3        | Gloria Hooper           | Italia                    | 22.99 | Q,                                       |
| 18   | 6        | Rosângela Santos        | Brasile                   | 23.01 | Q                                        |
| 19   | 3        | Kimberly Hyacinthe      | Canada                    | 23.03 | Q                                        |
| 20   | 4        | Maja Mihalinec          | Slovenia                  | 23.05 | q,                                       |
| 21   | 2        | Justine Palframan       | Sudafrica                 | 23.09 | Q                                        |
| 21   | 6        | Reyare Thomas           | Trinidad e Tobago         | 23.09 | Q                                        |
| 23   | 5        | Margaret Adeoye         | Regno Unito               | 23.10 | Q                                        |
| 24   | 3        | Maria Belibasaki        | Grecia                    | 23.15 | q                                        |
| 25   | 4        | Nercely Soto            | Venezuela                 | 23.16 |                                          |
| 26   | 2        | Sabina Veit             | Slovenia                  | 23.18 |                                          |
| 27   | 6        | Khrystyna Stuy          | Ucraina                   | 23.21 |                                          |
| 28   | 3        | Isidora Jiménez         | Cile                      | 23.22 |                                          |
| 28   | 5        | Crystal Emmanuel        | Canada                    | 23.22 |                                          |
| 30   | 2        | Nataliya Strohova       | Ucraina                   | 23.25 |                                          |
| 30   | 2        | Kamaria Durant          | Trinidad e Tobago         | 23.25 |                                          |
| 32   | 3        | Kelly Proper            | Irlanda                   | 23.28 |                                          |
| 32   | 7        | Olga Safronova          | Kazakistan                | 23.28 | Miglior prestazione personale stagionale |
| 34   | 5        | Chisato Fukushima       | Giappone                  | 23.30 |                                          |
| 34   | 2        | Kineke Alexander        | Saint Vincent e Grenadine | 23.30 |                                          |
| 34   | 1        | Ramona Papaioannou      | Cipro                     | 23.30 |                                          |
| 37   | 7        | Vitoria Cristina Rosa   | Brasile                   | 23.32 |                                          |
| 38   | 1        | Ella Nelson             | Australia                 | 23.33 |                                          |
| 39   | 1        | Celiangeli Morales      | Porto Rico                | 23.34 |                                          |
| 40   | 7        | Arialis Gandulla        | Cuba                      | 23.35 |                                          |
| 41   | 6        | Ekaterina Smirnova      | Russia                    | 23.39 |                                          |
| 42   | 6        | Sheniqua Ferguson       | Bahamas                   | 23.44 |                                          |
| 43   | 5        | Cynthia Bolingo         | Belgio                    | 23.45 |                                          |
| 44   | 1        | Anna Kukushkina         | Russia                    | 23.47 |                                          |
| 45   | 5        | Xiaojing Liang          | Cina                      | 23.57 | Miglior prestazione personale            |
| 46   | 6        | Olga Lenskiy            | Israele                   | 23.63 |                                          |
| 47   | 4        | LaVerne Jones-Ferrette  | Isole Vergini Americane   | 23.83 |                                          |
| 48   | 5        | Shanti Pereira          | Singapore                 | 24.22 |                                          |
| 49   | 7        | Kristina Pronzhenko     | Tagikistan                | 25.77 |                                          |
|      | 3        | Blessing Okagbare       | Nigeria                   | dns   |                                          |
|      | 4        | Natalia Pohrebniak      | Ucraina                   | dns   |                                          |

### Semifinali
I migliori 2 di ogni batteria (Q) e i successivi 2 più veloci (q) avanzano alle semifinali.
| Pos. | Batteria | Nome                    | Nazionalità       | Tempo | Note                          |
| ---- | -------- | ----------------------- | ----------------- | ----- | ----------------------------- |
| 1    | 3        | Dina Asher-Smith        | Regno Unito       | 22.12 | Q,                            |
| 2    | 1        | Elaine Thompson         | Giamaica          | 22.13 | Q                             |
| 3    | 1        | Candyce McGrone         | Stati Uniti       | 22.26 | Q                             |
| 4    | 3        | Jeneba Tarmoh           | Stati Uniti       | 22.30 | Q                             |
| 5    | 1        | Ivet Lalova             | Bulgaria          | 22.32 | q,                            |
| 6    | 2        | Dafne Schippers         | Paesi Bassi       | 22.36 | Q                             |
| 7    | 3        | Veronica Campbell-Brown | Giamaica          | 22.47 | q,                            |
| 8    | 2        | Sherone Simpson         | Giamaica          | 22.53 | Q                             |
| 9    | 2        | Marie-Josée Ta Lou      | Costa d'Avorio    | 22.56 | Miglior prestazione personale |
| 10   | 1        | Mujinga Kambundji       | Svizzera          | 22.64 | Record nazionale              |
| 11   | 2        | Semoy Hackett           | Trinidad e Tobago | 22.75 |                               |
| 12   | 1        | Viktoriya Zyabkina      | Kazakistan        | 22.77 | Record nazionale              |
| 13   | 1        | Bianca Williams         | Regno Unito       | 22.87 |                               |
| 13   | 2        | Jenna Prandini          | Stati Uniti       | 22.87 |                               |
| 13   | 3        | Rosângela Santos        | Brasile           | 22.87 |                               |
| 16   | 3        | Gloria Hooper           | Italia            | 22.92 | Miglior prestazione personale |
| 17   | 2        | Khamica Bingham         | Canada            | 23.02 |                               |
| 18   | 1        | Reyare Thomas           | Trinidad e Tobago | 23.03 |                               |
| 19   | 1        | Maja Mihalinec          | Slovenia          | 23.04 | Miglior prestazione personale |
| 19   | 3        | Justine Palframan       | Sudafrica         | 23.04 |                               |
| 21   | 2        | Anna Kiełbasińska       | Polonia           | 23.07 |                               |
| 21   | 3        | Kimberly Hyacinthe      | Canada            | 23.07 |                               |
| 23   | 3        | Maria Belibasaki        | Grecia            | 23.28 |                               |
| 24   | 2        | Margaret Adeoye         | Regno Unito       | 23.34 |                               |

### Finale
| Pos. | Corsia | Nome                    | Nazionalità | Tempo | Note                                     |
| ---- | ------ | ----------------------- | ----------- | ----- | ---------------------------------------- |
|      | 6      | Dafne Schippers         | Paesi Bassi | 21.63 | , ,                                      |
|      | 5      | Elaine Thompson         | Giamaica    | 21.66 | Miglior prestazione personale            |
|      | 2      | Veronica Campbell-Brown | Giamaica    | 21.97 | Miglior prestazione personale stagionale |
| 4    | 7      | Candyce McGrone         | Stati Uniti | 22.01 | Miglior prestazione personale            |
| 5    | 4      | Dina Asher-Smith        | Regno Unito | 22.07 | Record nazionale                         |
| 6    | 8      | Jeneba Tarmoh           | Stati Uniti | 22.31 |                                          |
| 7    | 3      | Ivet Lalova             | Bulgaria    | 22.41 |                                          |
| 8    | 9      | Sherone Simpson         | Giamaica    | 22.50 | Miglior prestazione personale stagionale |